# Морской волк (фильм, 1990)
«Морской волк» — советский 4-серийный телевизионный художественный фильм по одноимённому роману Джека Лондона, снятый в 1990 году. Премьера фильма состоялась 25 июня 1991 года.

## Сюжет
Хэмфри Ван-Вейден, спасённый с затонувшего парохода экипажем промысловой шхуны «Призрак», переживает много трудностей и унижений в борьбе с морем и непредсказуемым характером капитана, по праву носящего прозвище Волк Ларсен. В центре фильма философские диалоги главного героя с капитаном шхуны, обнажающие двойственность человеческой природы — низость и благородство, борьбу за выживание и справедливость.

## В ролях
- Любомирас Лауцявичюс — Волк Ларсен / пассажир на пароме / капитан таможенного судна (озвучивание: Волк Ларсен — Сергей Сазонтьев, пассажир — Любомирас Лауцявичюс)
- Андрей Руденский — Хэмфри Ван-Вейден
- Елена Финогеева — Мод Брустер
- Алексей Серебряков — Джордж Лич
- Николай Чиндяйкин — Томас Магридж
- Мартиньш Вилсонс — Джонсон
- Игорь Богодух — Луис
- Анатолий Сливников — Иогансен (озвучивание — Рогволд Суховерко)
- Виктор Гайнов — Лэтимер
- Сергей Королёв — Гаррисон
- Игорь Божко[укр.] — Керфут
- Виктор Павловский — Холиок
- Игорь Лопухин-Полковник — Парсонс
- Юрий Эллер — Стендиш
- Рудольф Мухин — Брит
- Жорж Камами — Уфти-Уфти
- Николай Ерофеев — Гендерсон
- Евгений Хмелёв — Смок
- Вадим Вильский — Хаскинс

## Съёмочная группа
- Автор сценария: Валерий Тодоровский
- Режиссёр: Игорь Апасян
- Оператор: Сергей Тартышников[укр.]
- Художник: Игорь Брыль
- Мастер света: Валерий Логвинов
- Композитор: Николай Корндорф

## Музыка
В фильме звучит музыка Николая Корндорфа.